# Географія Коста-Рики
Коста-Рика — північноамериканська країна, що знаходиться на крайньому півдні континенту . Загальна площа країни 51 100 км² (130-те місце у світі), з яких на суходіл припадає 51 060 км², а на поверхню внутрішніх вод — 40 км². Це одна із найменших країн Центральної Америки, площа країни вдвічі більша за площу Автономної Республіки Крим. 

## Назва
Офіційна назва — Республіка Коста-Рика, Коста-Рика (ісп. Republica Costa Rica, Costa Rica). Назва країни перекладається з іспанської як «Багатий берег». Хоча первісна назва нововідкритим землям 1502 року була дана Христофором Колумбом як Золотий берег (ісп. Costa del Oro), через те, що у місцевих аборигенів були помічені золоті прикраси.

## Географічне положення
Коста-Рика — північноамериканська країна, що межує з двома іншими країнами: на півночі — з Нікарагуа (спільний кордон — 313 км), на півдні — з Панамою (348 км). Загальна довжина державного кордону — 661 км. Розташована у найбільш вузькій частині перешийка, що з'єднує Північну і Південну Америки. Коста-Рика на заході омивається водами Тихого океану, на сході — Карибського моря Атлантичного океану. Загальна довжина морського узбережжя 1290 км.

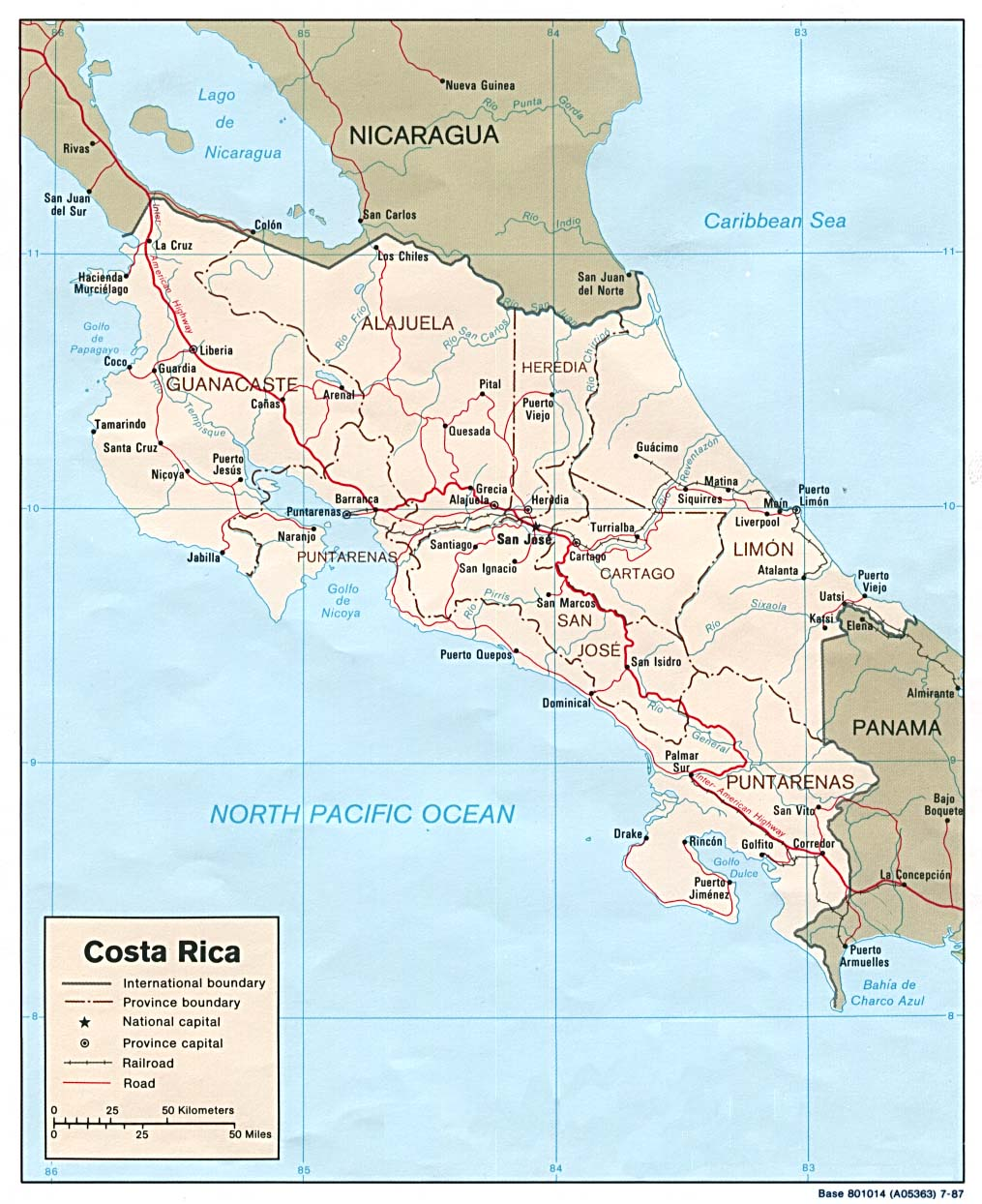
Карта Коста-Рики (англ.)
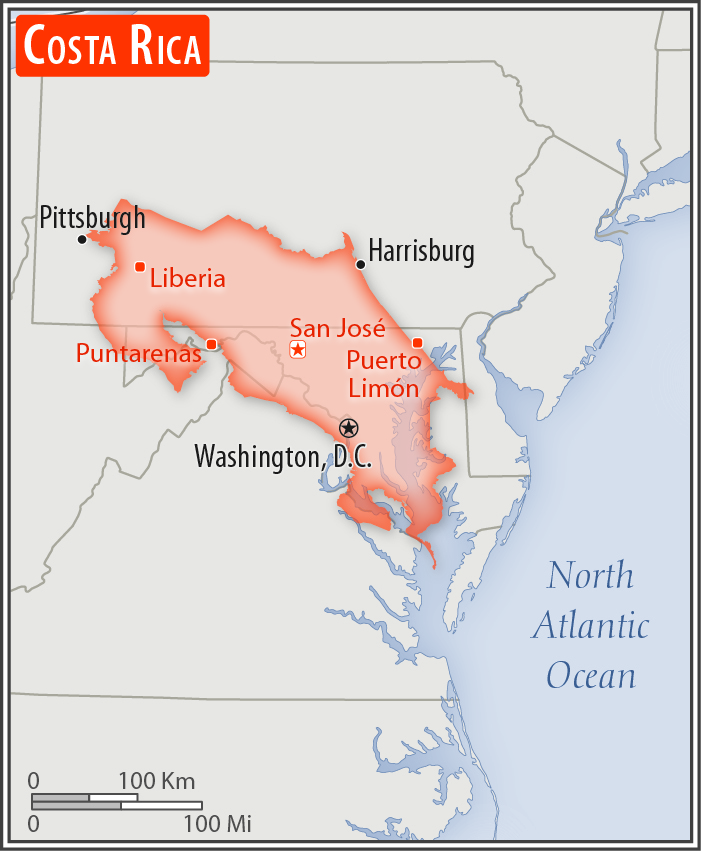
Порівняння розмірів території Коста-Рики та США
Морські кордони Коста-Рики

Згідно з Конвенцією Організації Об'єднаних Націй з морського права (UNCLOS) 1982 року, протяжність територіальних вод країни встановлено в 12 морських миль (22,2 км). Виключна економічна зона встановлена на відстань 200 морських миль (370,4 км) від узбережжя. Континентальний шельф — 200 морських миль (370,4 км) від узбережжя.

### Час
Час у Коста-Риці: UTC-6 (-8 годин різниці часу з Києвом).

## Геологія

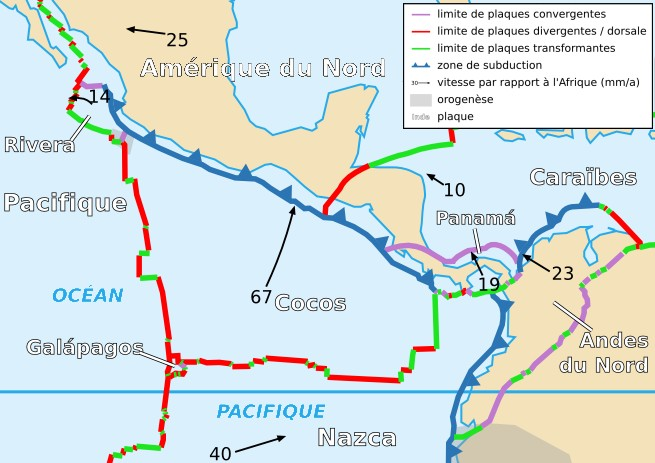
Тектонічна карта плити Кокос
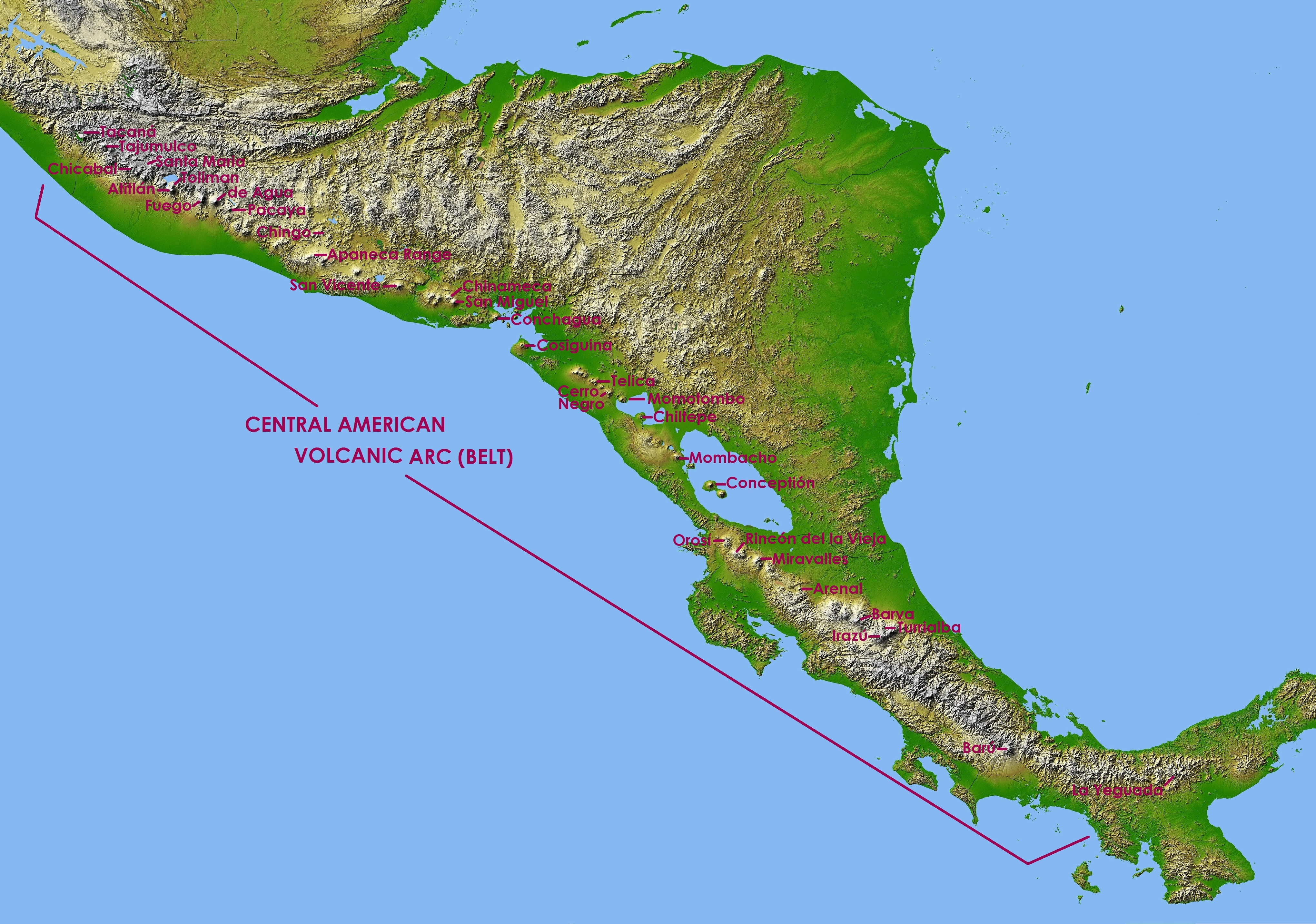
Центральноамериканський вулканічний пояс

### Корисні копалини
Надра Коста-Рики не багаті на корисні копалини, розвідані запаси і поклади відсутні.

### Сейсмічність
Територія Коста-Рики розташована вздовж Тихоокеанського вогняного кола та має високу схильність до сейсмічної активності. Складна мережа сейсмічних розломів території Коста-Рики має слабкі, потенційно нестабільні зони, які можуть реагувати на поштовхи від сильних далеких землетрусів. Сильні і дуже сильні землетруси відбуваються приблизно раз на десятиліття.

### Вулканізм

Вулкани Коста-Рики
Вулкани Коста-Рики (ісп.)
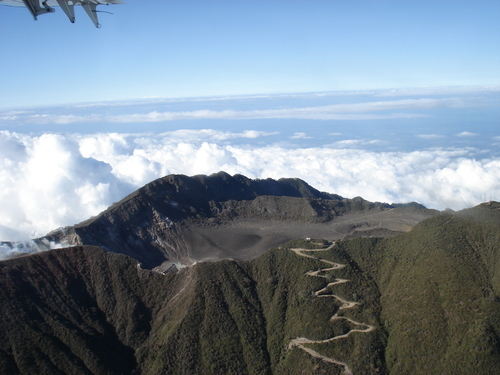
Туріальба
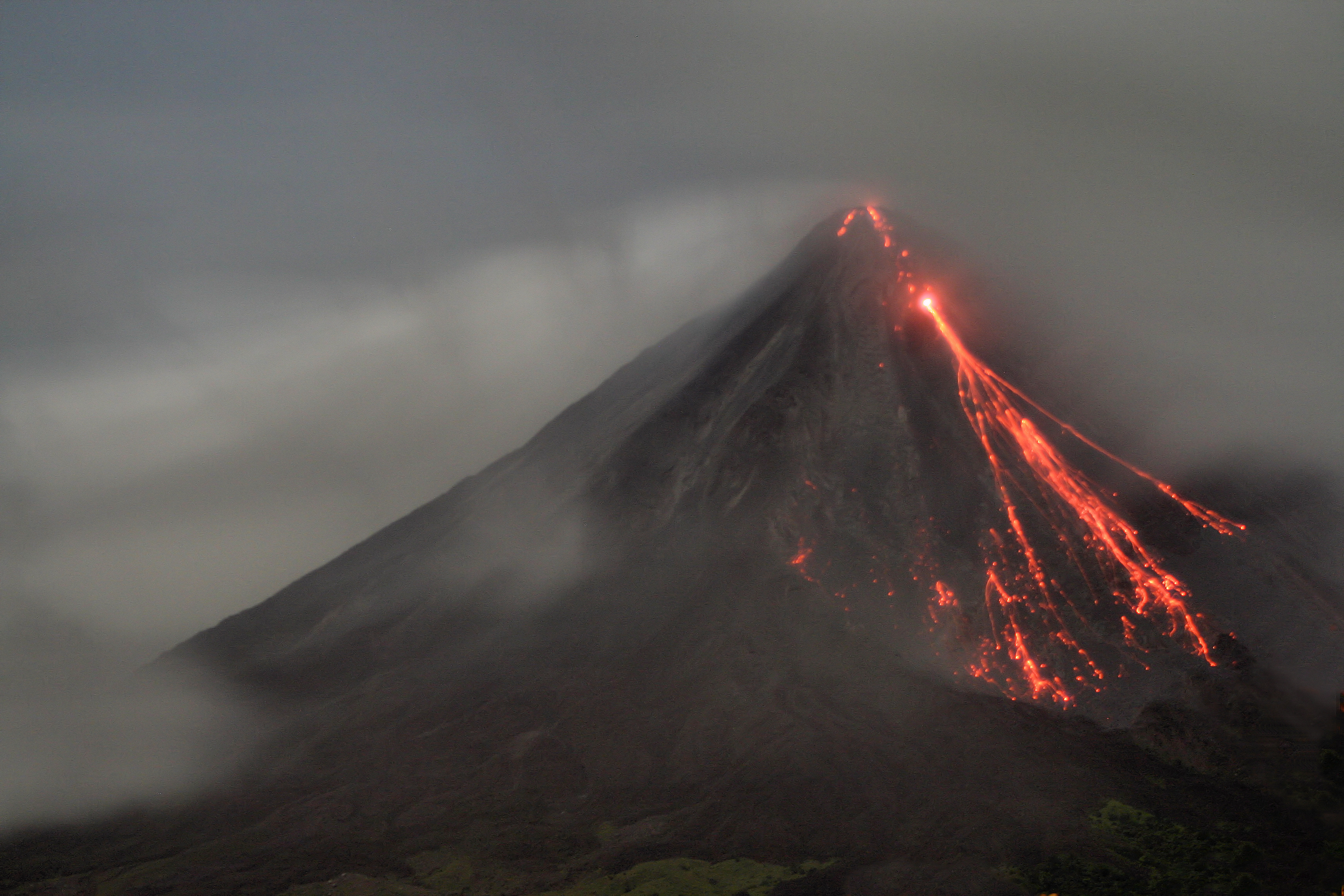
Виверження вулкана Аренал, 2006 рік
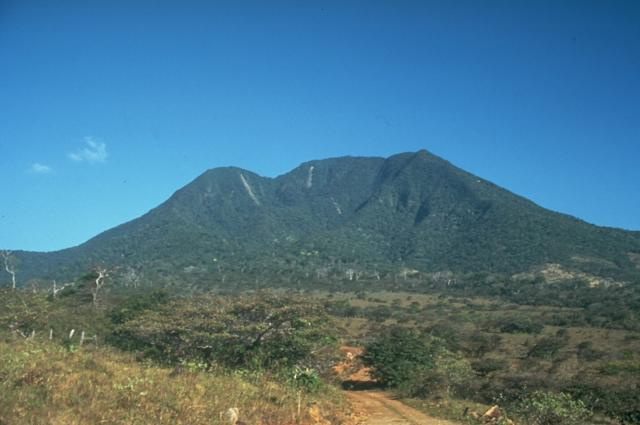
Оросі
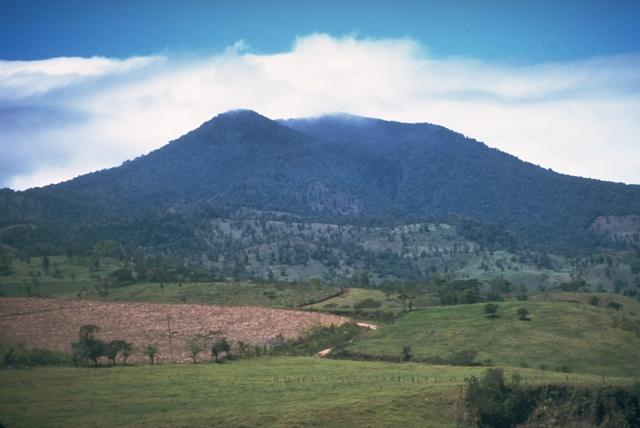
Теноріо

## Рельєф
Середні висоти — 746 м; найнижча точка — рівень вод Тихого океану (0 м); найвища точка — гора Сьєрра-Чирріпо (3810 м). З півночі на південь через усю країну тягнуться гірські ланцюги, між ними розташоване Центральне плато, де переважають родючі ґрунти. Також тут живе близько половини населення Коста-Рики. Гори, що оточують плато, переважно вулканічного походження, є і діючі вулкани. Найвища гора — Сьєрра-Чирріпо (3819 м), знаходиться на півдні країни<. Найвищий вулкан — Ірасу (3423 м), поряд розташований вулкан — Туріальба (3340 м).

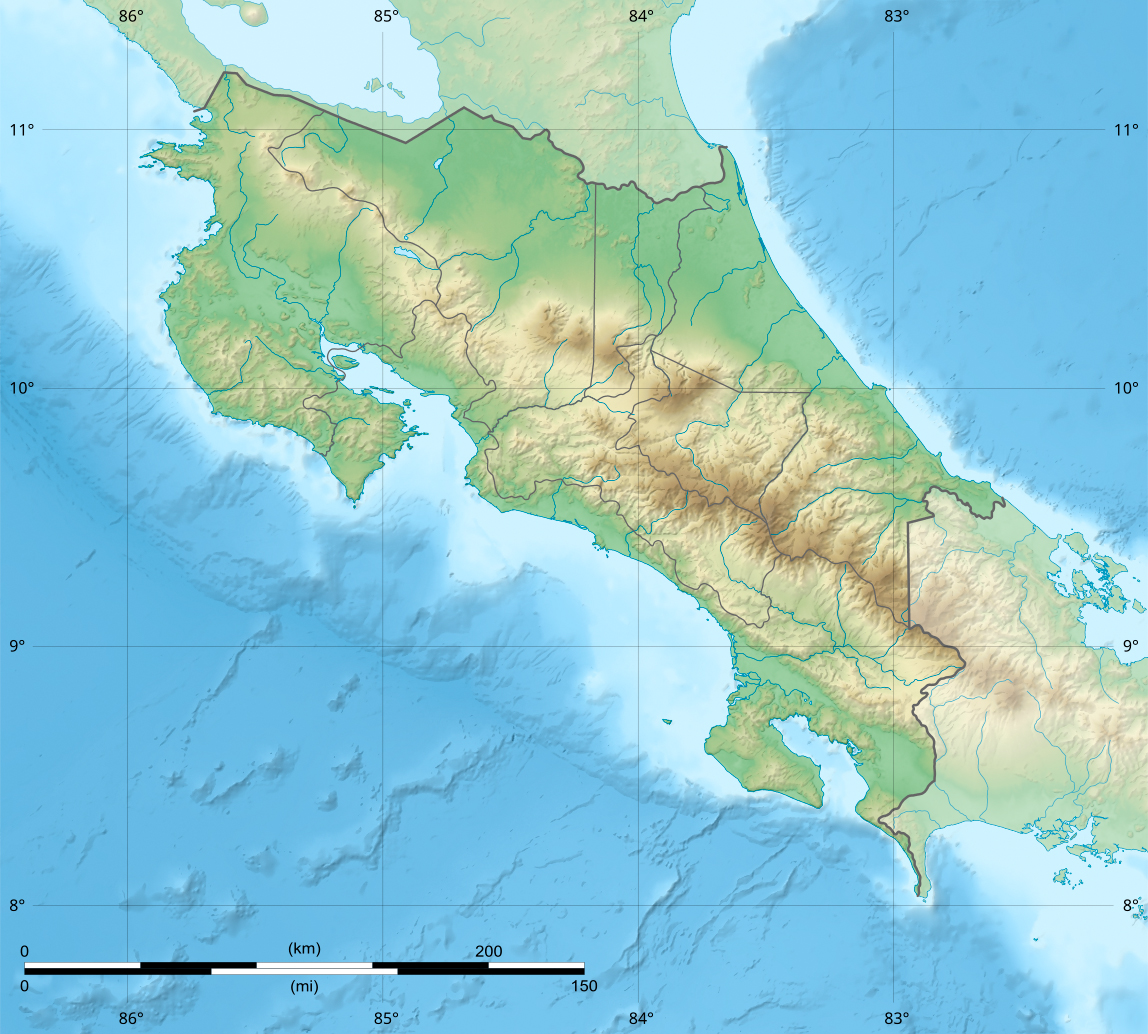
Рельєф Коста-Рики
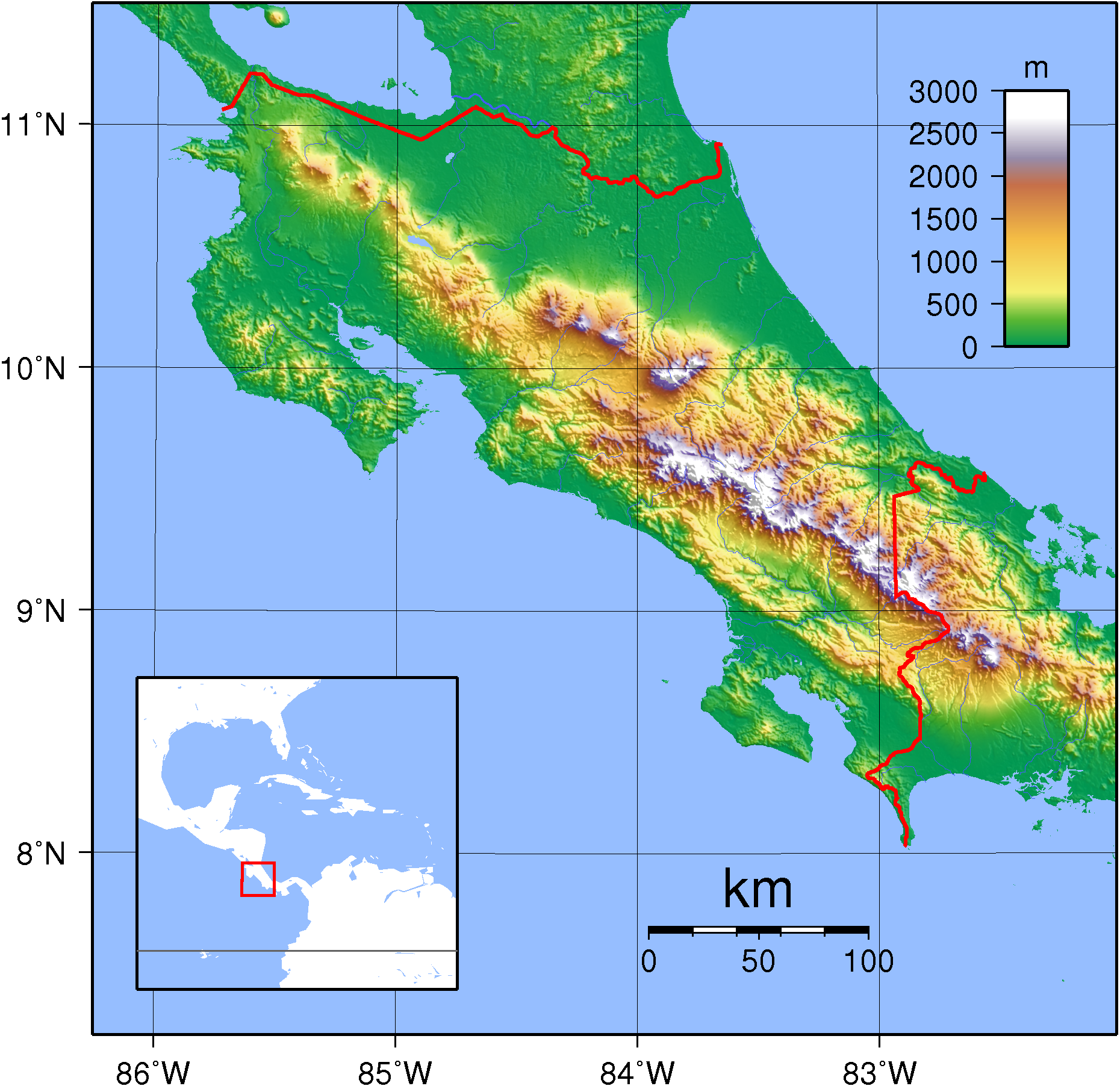
Гіпсометрична карта Коста-Рики
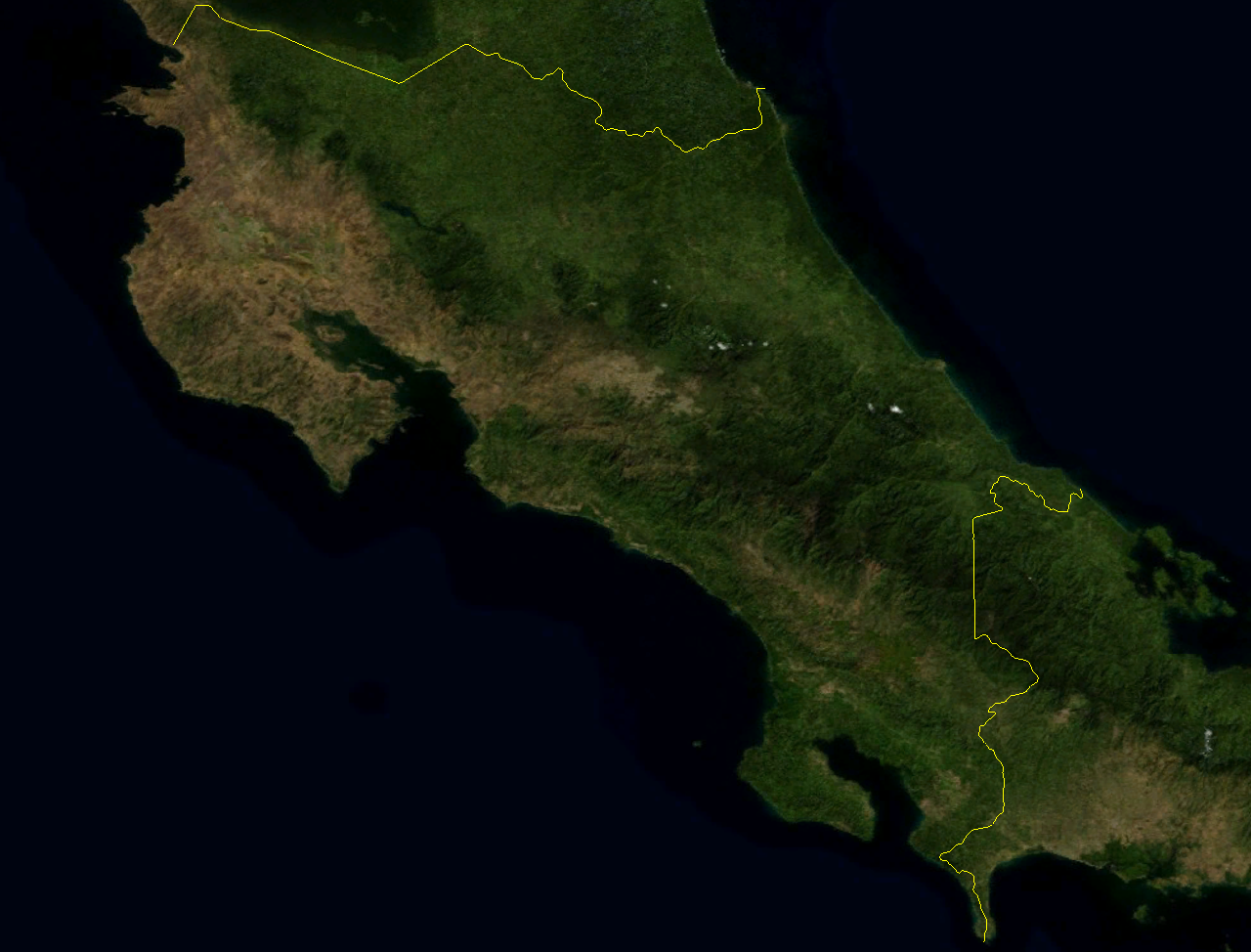
Супутниковий знімок поверхні країни
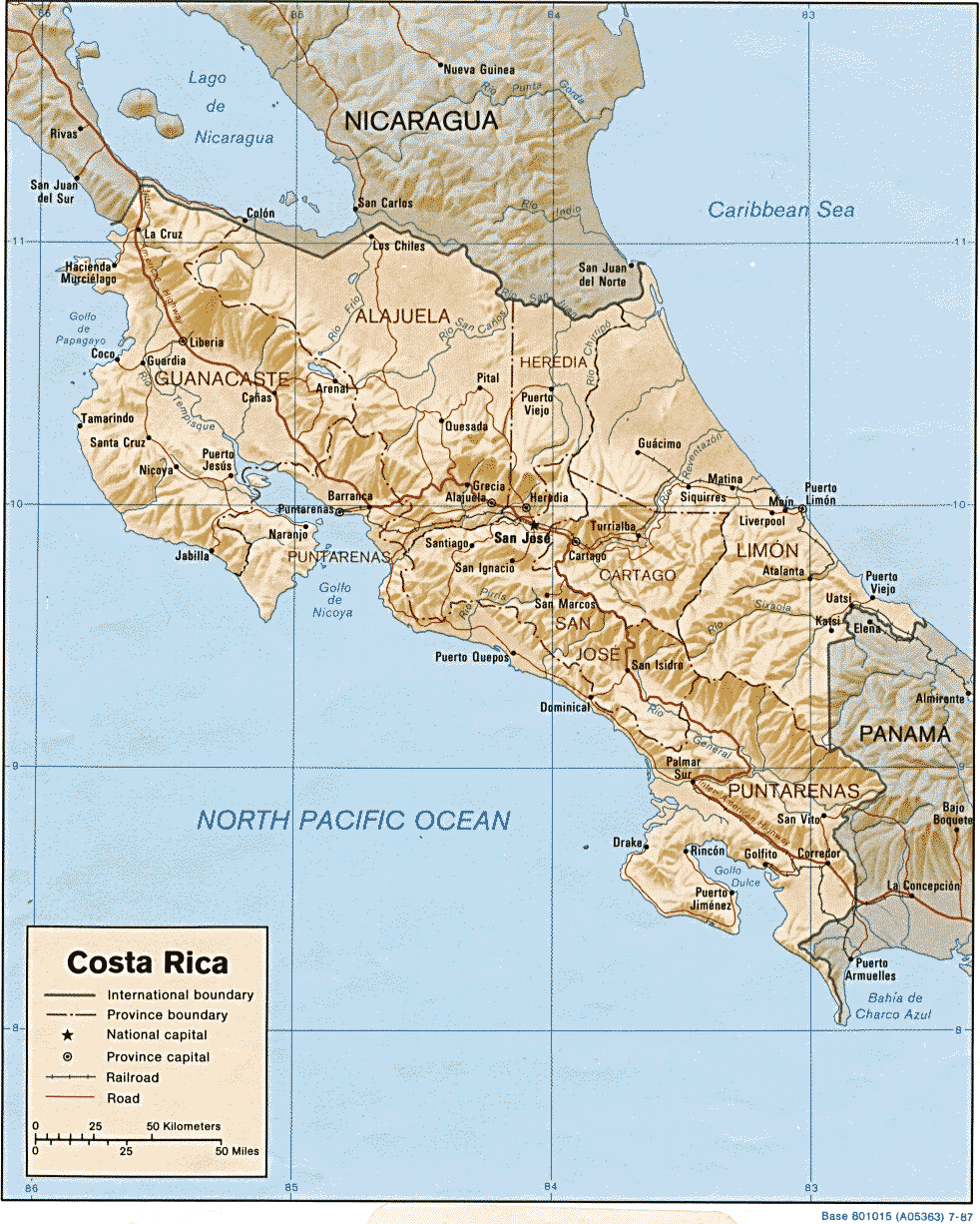
Карта країни (англ.)

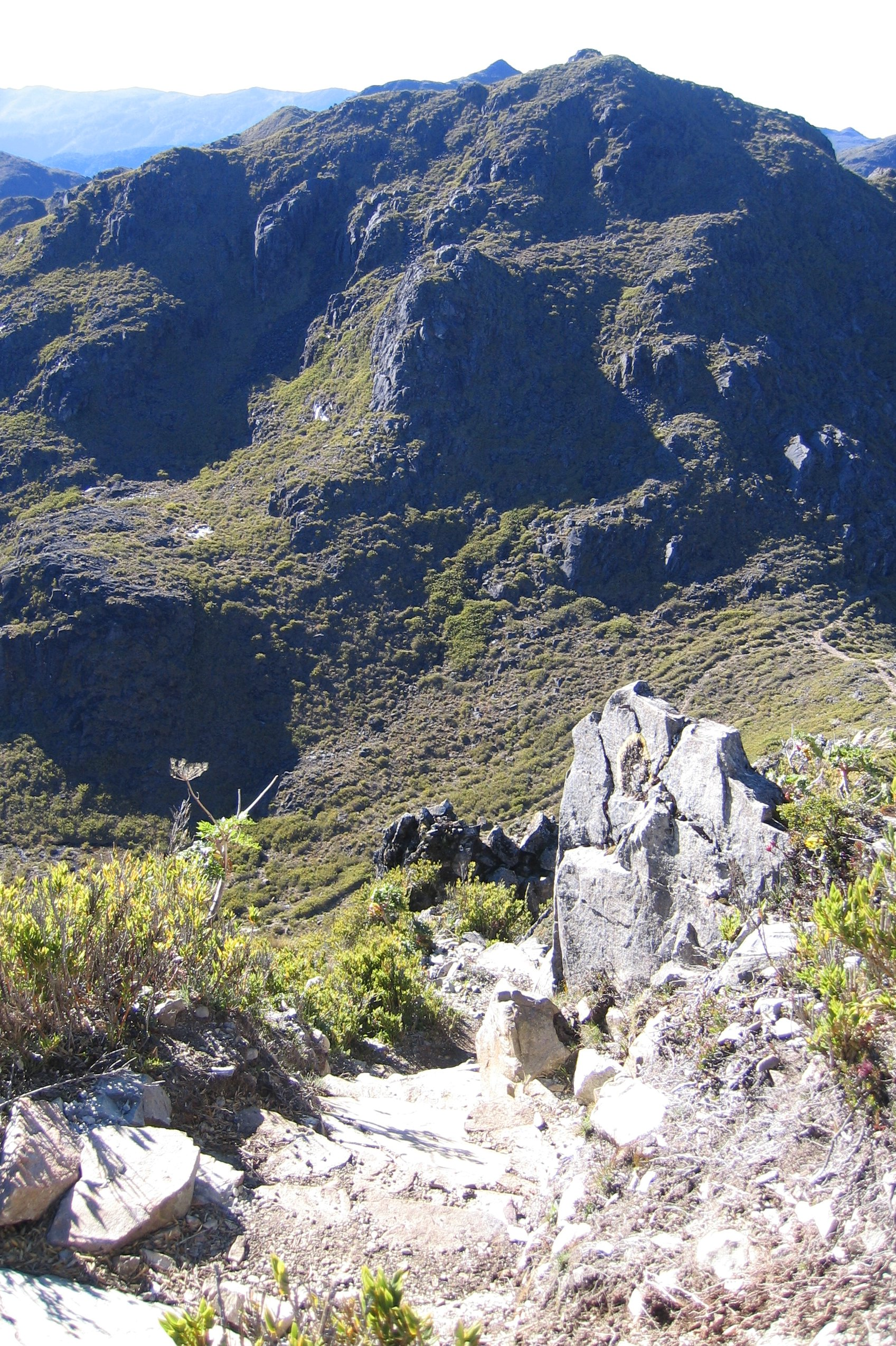
Вершина Сьєрра-Чирріпо

### Узбережжя
Обидва узбережжя переважно низовинні. Для обох узбереж характерні мангрові болота та білі піщані пляжі.

## Клімат
Територія Коста-Рики лежить у субекваторіальному кліматичному поясі. Влітку переважають екваторіальні повітряні маси, взимку — тропічні. Влітку вітри дмуть від, а взимку до екватора. Сезонні амплітуди температури повітря незначні, зимовий період не набагато прохолодніший за літній. Зволоження достатнє, у літньо-осінній період з морів та океанів часто надходять руйнівні тропічні циклони.

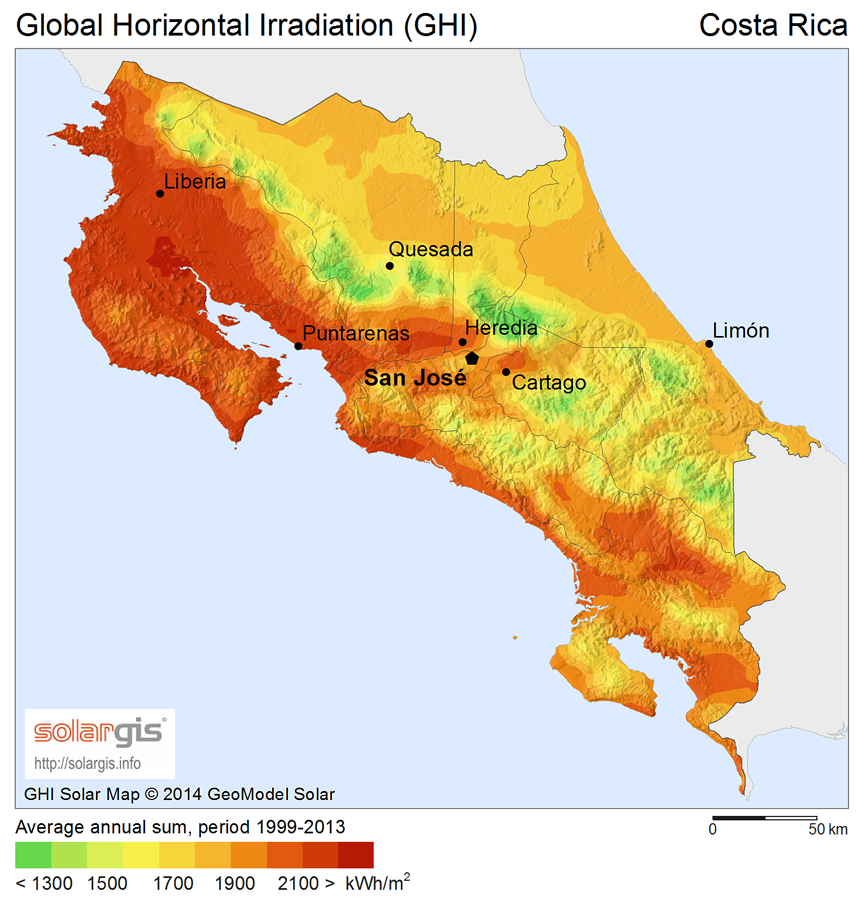
Сонячна радіація (англ.)
Кліматична карта Коста-Рики (за Кеппеном)

Вологі низовини знаходяться на узбережжі Карибського моря і на півдні Тихоокеанського узбережжя, вони характеризуються майже повною відсутністю сухого періоду року при середній температурі +23-25 °С. Температура повітря майже не змінюється протягом року. Середня температура січня — +23 °C, липня — +25 °C, на вершинах гір — +20 °C. У Коста-Риці є два сезони: сухий і сезон дощів. Сухий сезон починається в грудні і закінчується в квітні, дощів у цей час немає взагалі. Сезон дощів продовжується з травня по листопад. Дощ іде майже щодня після полудня, бувають зливи, але дощ швидко стихає. Східна сторона одержує більше опадів, ніж західна.
Коста-Рика є членом Всесвітньої метеорологічної організації (WMO), в країні ведуться систематичні спостереження за погодою.

## Внутрішні води
Загальні запаси відновлюваних водних ресурсів (ґрунтові і поверхневі прісні води) становлять 112,4 км³. Станом на 2012 рік в країні налічувалось 1015 км² зрошуваних земель.

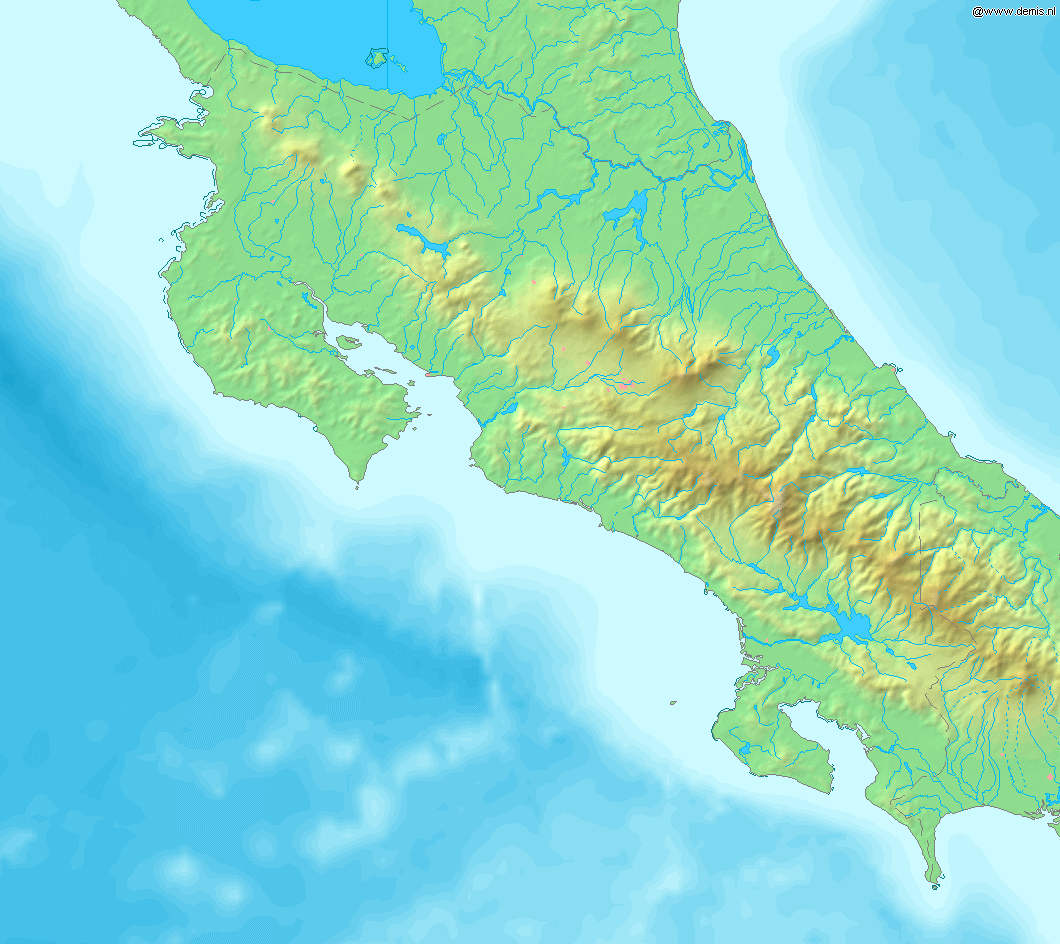
Гідрографічна мережа Коста-Рики
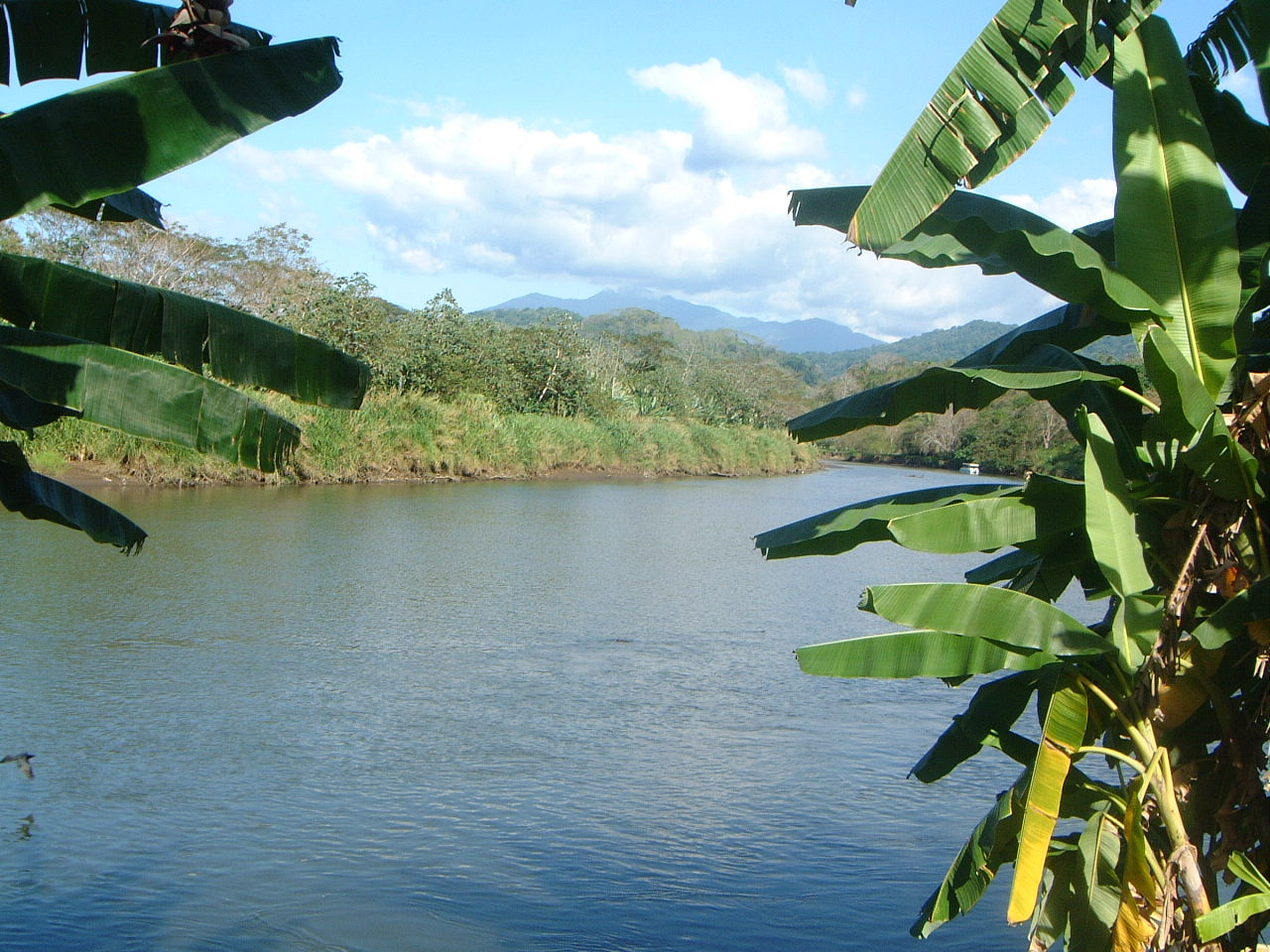
Річка Ріо-Гранде-Тарколес
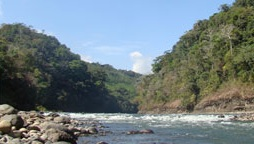
Річка Ріо-Гранде-де-Терраба
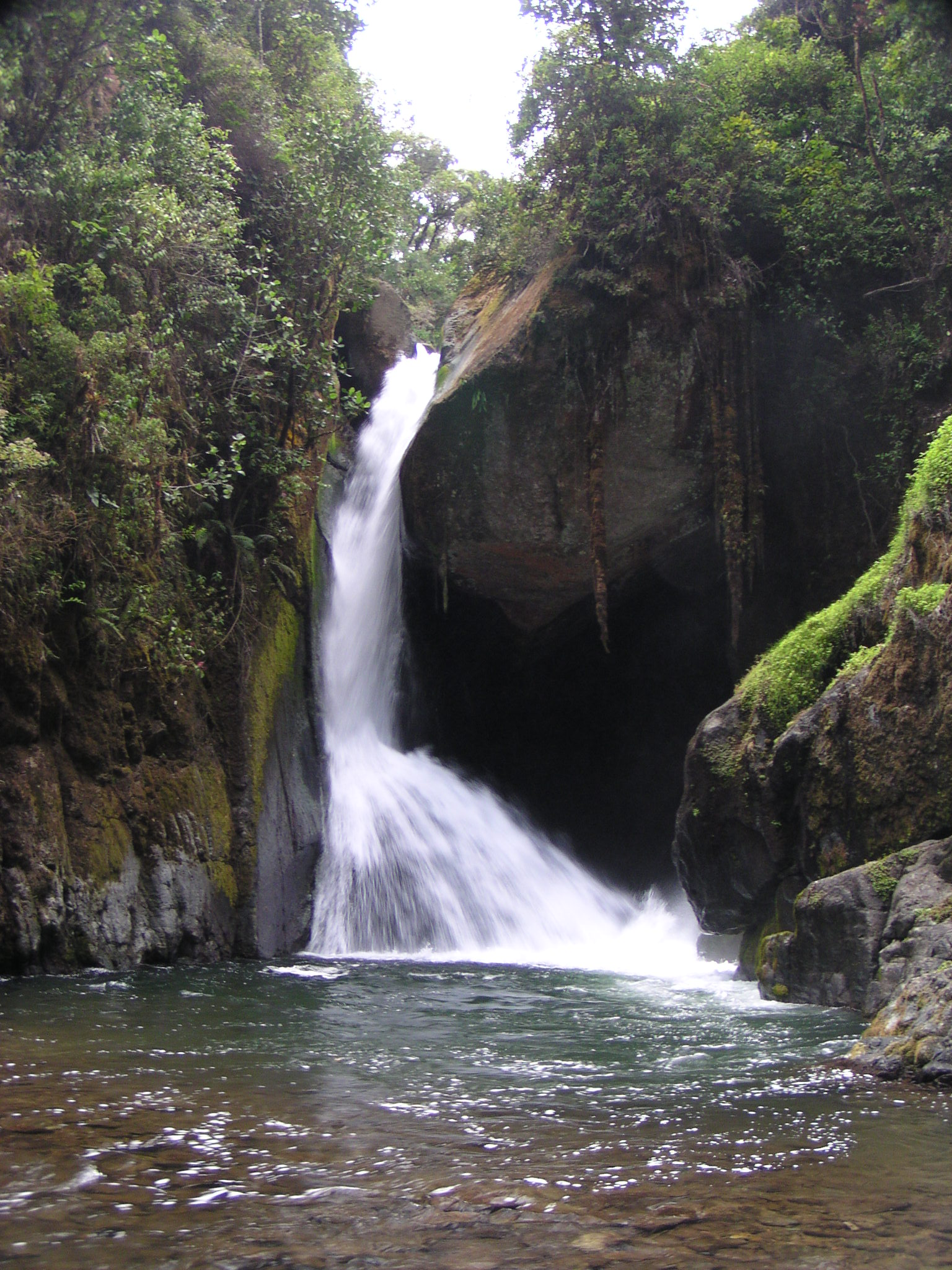
Водоспади на річці Савегре
Озеро в кратері вулкана Ірасу

### Річки
Річки країни належать басейнам Тихого (захід) і Атлантичного (схід) океанів.

## Рослинність
Головними природними ресурсами Коста-Рики є родючі землі Месети Сентраль і тропічні ліси. Вологі ліси тихоокеанського узбережжя скидають листя в суху пору року. На Месеті Сентраль більшість лісів вирубані. У Коста-Риці росте понад 1000 видів орхідей.

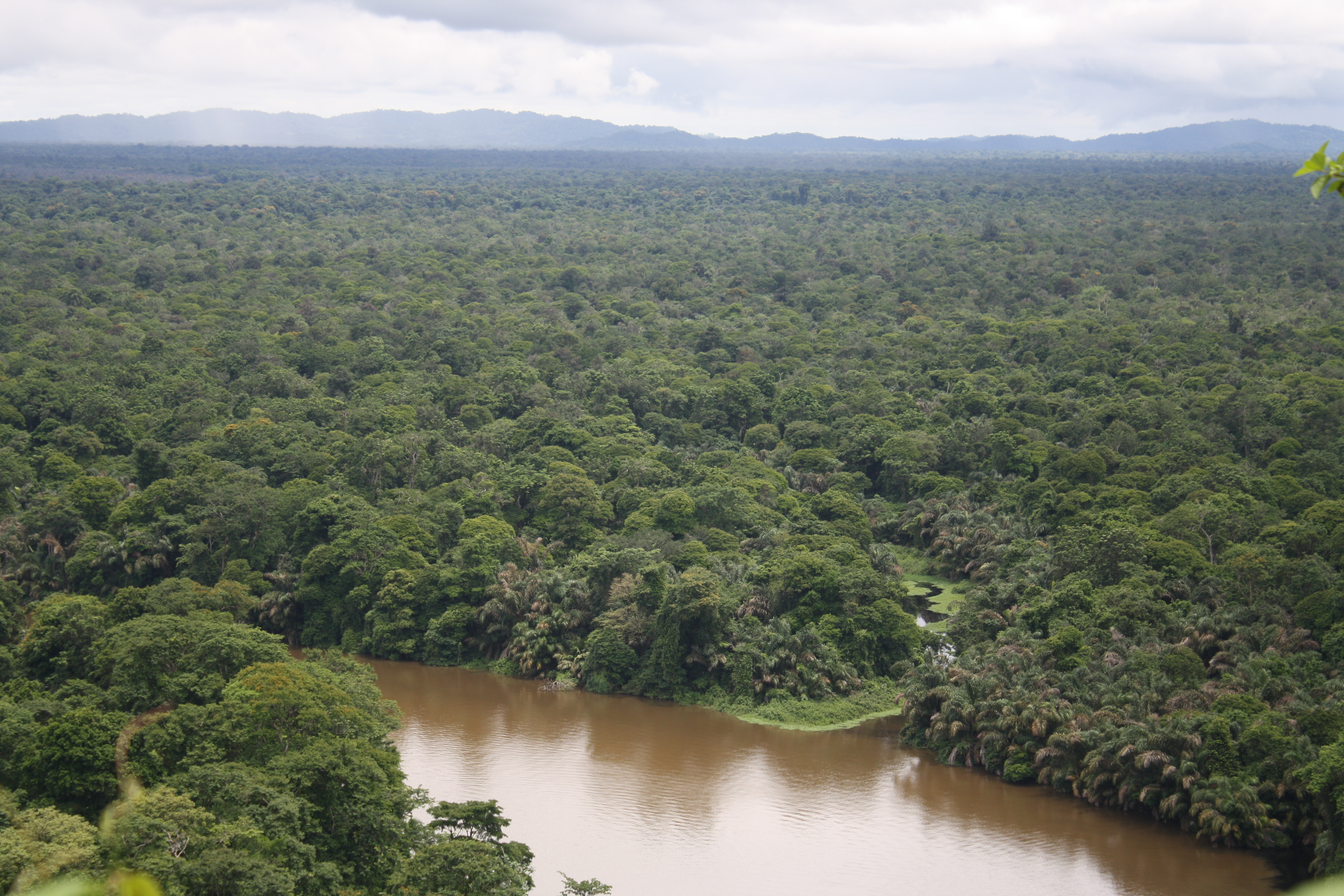
Вологі пальмові ліси
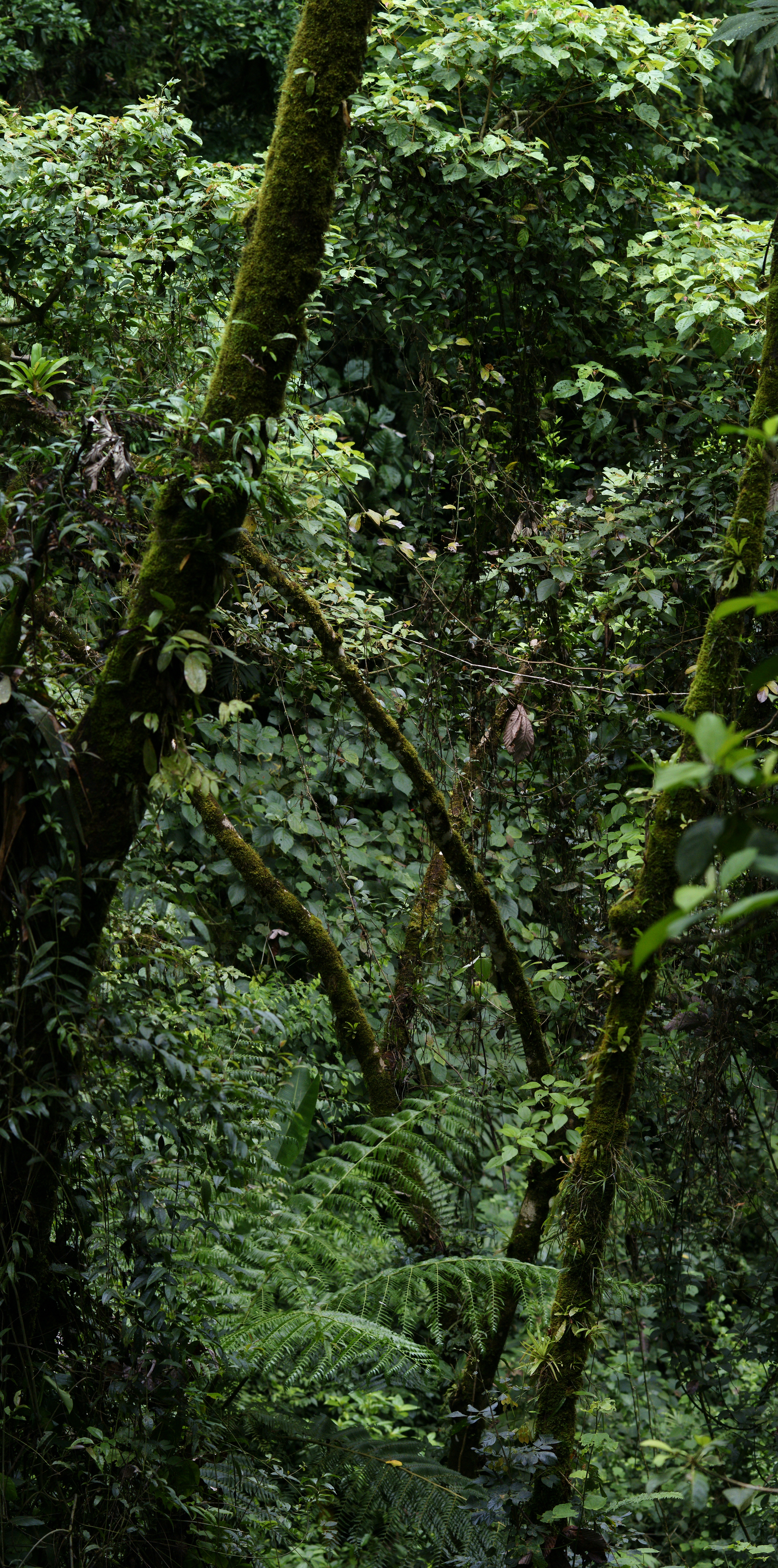
Вологі тропічні ліси

Земельні ресурси Коста-Рики (оцінка 2011 року):
- придатні для сільськогосподарського обробітку землі — 37,1 %,
  - орні землі — 4,9 %,
  - багаторічні насадження — 6,7 %,
  - землі, що постійно використовуються під пасовища — 25,5 %;
- землі, зайняті лісами і чагарниками — 51,5 %;
- інше — 11,4 %[1].

## Тваринний світ
Зоогеографічно  територія країни належить до Центральноамериканської провінції Гвіано-Бразильської підобласті Неотропічної області. У вологих лісах, що покривають приблизно третину країни, водяться пуми, ягуари, олені, мавпи — всього близько 725 видів різних тварин.

## Охорона природи
У Коста-Риці понад 70 природних територій знаходяться під охороною.

Національні парки Коста-Рики
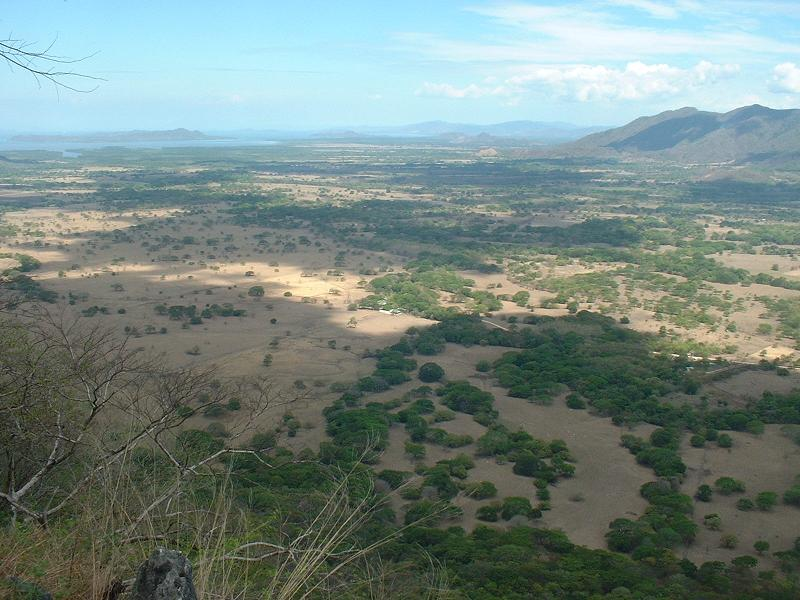
Барра-Хонда
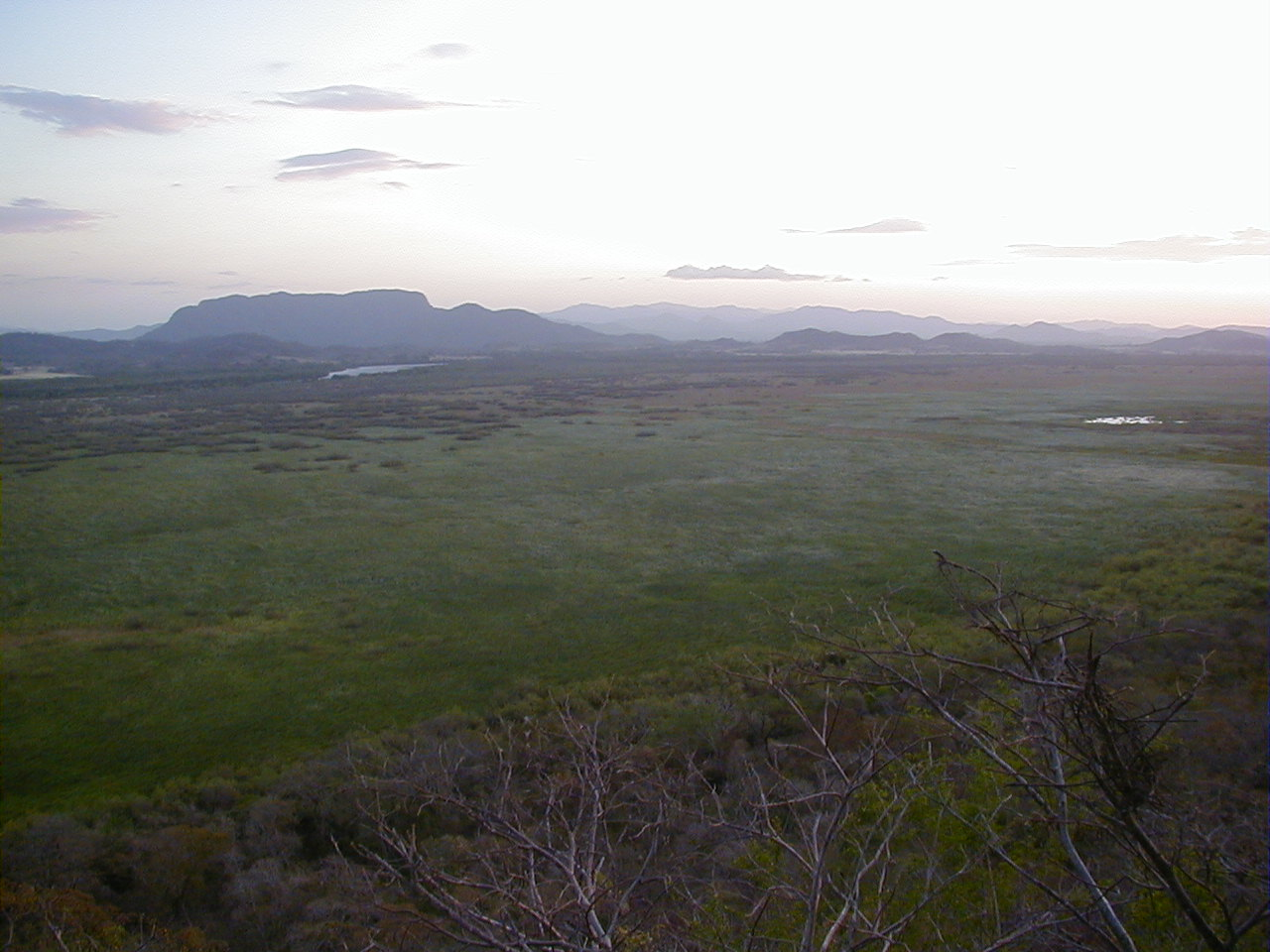
Пало-Верде

Коста-Рика є учасником ряду міжнародних угод з охорони навколишнього середовища:
- Конвенції про біологічне різноманіття (CBD),
- Рамкової конвенції ООН про зміну клімату (UNFCCC),
- Кіотського протоколу до Рамкової конвенції,
- Конвенції ООН про боротьбу з опустелюванням (UNCCD),
- Конвенції про міжнародну торгівлю видами дикої фауни і флори, що перебувають під загрозою зникнення (CITES),
- Конвенції про заборону військового впливу на природне середовище (ENMOD),
- Базельської конвенції протидії транскордонному переміщенню небезпечних відходів,
- Конвенції з міжнародного морського права,
- Лондонської конвенції про запобігання забрудненню моря скиданням відходів,
- Монреальського протоколу з охорони озонового шару,
- Рамсарської конвенції із захисту водно-болотних угідь[13],
- Міжнародної конвенції з регулювання китобійного промислу[1].

Урядом країни підписані, але не ратифіковані міжнародні угоди щодо: Конвенції з охорони морських живих ресурсів.

## Стихійні лиха та екологічні проблеми
На території країни спостерігаються небезпечні природні явища і стихійні лиха: нечасті землетруси; урагани вздовж атлантичного узбережжя; на низинах часті повіді і зсуви ґрунту; активний вулканізм, найбільшактивний вулкан Аренал (1670 м) востаннє вивергався 2010 року, його виверження 1968 року зруйнувало місто Табакон, вулкан Іразу (3432 м) накривав хмарою вулканічного попелу столицю країни, місто Сан-Хуан під час вивержень 1963 і 1965 років.
Серед екологічних проблем варто відзначити:
- знеліснення для потреб тваринництва;
- ерозію ґрунтів;
- забруднення вод навколо узбереж;
- слабка організація інфраструктури сміттєзвалищ;
- забруднення повітря. Уряд проводить політику охорони власних морських рибних ресурсів.

## Фізико-географічне районування
У фізико-географічному відношенні територію Коста-Рики можна розділити на _ райони, що відрізняються один від одного рельєфом, кліматом, рослинним покривом: .

### Українською
- Атлас світу / голов. ред. І. С. Руденко ; зав. ред. В. В. Радченко ; відп. ред. О. В. Вакуленко. — К. : ДНВП «Картографія», 2005. — 336 с. — ISBN 9666315467.
- Атлас. 7 клас. Географія материків і океанів / Укладачі О. Я. Скуратович, Н. І. Чанцева. — К. : ДНВП «Картографія», 2014.
- Бєлозоров С. Т. Географія материків. — К. : Вища школа, 1971. — 371 с.
- Барановська О. В. Фізична географія материків і океанів : навч. посіб. для студентів ВНЗ : [у 2 ч.]. — Н. : Ніжинський державний університет ім. Миколи Гоголя, 2013. — 306 с. — ISBN 978-617-527-106-3.
- Коста-Рика // Гірничий енциклопедичний словник : [у 3-х тт.] / за ред. В. С. Білецького. — Д. : Східний видавничий дім, 2004. — Т. 3. — 752 с. — ISBN 966-7804-78-X.
- Дубович І. А. Країнознавчий словник-довідник. — 5-те вид., перероб. і доп. — К. : Знання, 2008. — 839 с. — ISBN 978-966-346-330-8.
- Панасенко Б. Д. Фізична географія материків : навч. посіб. : в 2 ч. — В. : ЕкоБізнесЦентр, 1999. — 200 с.
- Юрківський В. М. Регіональна економічна і соціальна географія. Зарубіжні країни: Підручник. — 2-ге. — К. : Либідь, 2001. — 416 с. — ISBN 966-06-0092-5.

### Англійською
- (англ.) Graham Bateman. The Encyclopedia of World Geography. — Andromeda, 2002. — 288 с. — ISBN 1871869587.

### Російською
- (рос.) Коста-Рика // Латинская Америка. Энциклопедический справочник [в 2-х тт.] / Главный редактор В. В. Вольский. — М. : Советская энциклопедия, 1982. — Т. 2. К-Я. — 656 с.
- (рос.) Авакян А. Б., Салтанкин В. П., Шарапов В. А. Водохранилища. — М. : Мысль, 1987. — 326 с. — (Природа мира)
- (рос.) Алисов Б. П., Берлин И. А., Михель В. М. Курс климатологии [в 3-х тт.] / под. ред. Е. С. Рубинштейна. — Л. : Гидрометиздат, 1954. — Т. 3. Климаты земного шара. — 320 с.
- (рос.) Апродов В. А. Вулканы. — М. : Мысль, 1982. — 368 с. — (Природа мира)
- (рос.) Апродов В. А. Зоны землетрясений. — М. : Мысль, 2010. — 462 с. — (Природа мира) — ISBN 978-5-244-01122-7.
- (рос.) Букштынов А. Д., Грошев Б. И., Крылов Г. В. Леса. — М. : Мысль, 1981. — 316 с. — (Природа мира)
- (рос.) Власова Т. В. Физическая география материков. С прилегающими частями океанов. Южная Америка, Африка, Австралия и Океания, Антарктида. — 4-е, перераб. — М. : Просвещение, 1986. — 269 с.
- (рос.) Гвоздецкий Н. А. Карст. — М. : Мысль, 1981. — 214 с. — (Природа мира)
- (рос.) Гвоздецкий Н. А., Голубчиков Ю. Н. Горы. — М. : Мысль, 1987. — 400 с. — (Природа мира)
- (рос.) Дорст Ж. Центральная и Южная Америка. — М. : Прогресс, 1977. — 318 с. — (Континенты, на которых мы живем)
- (рос.) Географический энциклопедический словарь: географические названия / под. ред. А. Ф. Трёшникова. — 2-е изд., доп. — М. : Советская энциклопедия, 1989. — 585 с. — ISBN 5-85270-057-6.
- (рос.) Исаченко А. Г., Шляпников А. А. Ландшафты. — М. : Мысль, 1989. — 504 с. — (Природа мира) — ISBN 5-244-00177-9.
- (рос.) Каплин П. А., Леонтьев О. К., Лукьянова С. А., Никифоров Л. Г. Берега. — М. : Мысль, 1991. — 480 с. — (Природа мира) — ISBN 5-244-00449-2.
- (рос.) Словарь современных географических названий / под общей редакцией акад. В. М. Котлякова. — Екатеринбург : У-Фактория, 2006.
- (рос.) Литвин В. М., Лымарев В. И. Острова. — М. : Мысль, 2010. — 288 с. — (Природа мира) — ISBN 978-5-244-01129-6.
- (рос.) Лобова Е. В., Хабаров А. В. Почвы. — М. : Мысль, 1983. — 304 с. — (Природа мира)
- (рос.) Максаковский В. П. Географическая картина мира. Книга I: Общая характеристика мира. — М. : Дрофа, 2008. — 495 с. — ISBN 978-5-358-05275-8.
- (рос.) Максаковский В. П. Географическая картина мира. Книга II: Региональная характеристика мира. — М. : Дрофа, 2009. — 480 с. — ISBN 978-5-358-06280-1.
- (рос.) Коста-Рика // Поспелов Е. М. Топонимический словарь. — М. : АСТ, 2005. — 229 с. — ISBN 5-17-016407-6.
- (рос.) География / под ред. проф. А. П. Горкина. — М. : Росмэн-Пресс, 2006. — 624 с. — (Современная иллюстрированная энциклопедия) — ISBN 5-353-02443-5.
- (рос.) Физико-географический атлас мира. — М. : Академия наук СССР и Главное управление геодезии и картографии ГУГК СССР, 1964. — 298 с.
- (рос.) Энциклопедия стран мира / глав. ред. Н. А. Симония. — М. : НПО «Экономика» РАН, отделение общественных наук, 2004. — 1319 с. — ISBN 5-282-02318-0.